# 藤奈るる
藤奈 るる（ふじな るる）1993年4月28日 - ）は、元藤軍団ことピンキーネット所属。現在は海外留学をしており、事務所には所属していない。埼玉県出身。血液型A型。身長162cm。スリーサイズ B100cm(Ｈ) W66cm H97cm。

## 人物
- 当時はネットNG、顔出しNGのイベントだけのグラビアアイドルだった。

## エピソード
- ブスドルこと元ピンキーネット所属の藤子まいに憧れて同じ事務所に入った。

## 映画
- あしたの私のつくり方(2006)

## イベント
- ポップンにょVol.27 パンチ・ザ・アイドルVol.20(2007)
- 多数撮影会

## 雑誌
- ハナチュー(2006)

## DVD
- 「アブな放課後 るる13才」(2007)